# Gilbert Trolliet
Gilbert Trolliet (* 13. Juni 1907 in Kerzers, Kanton Freiburg; † 24. Februar 1980 in Chalon-sur-Saône, Frankreich) war ein Schweizer Schriftsteller.

## Leben
Gilbert Trolliet wuchs im Kanton Neuenburg und, ab 1918, in Genf auf, wo er das Collège de Genève absolvierte. Nach der Matura hielt er sich je ein Jahr in Mannheim und in Birmingham auf.
Zurück in der Schweiz studierte er Französische Literatur an der Universität Neuenburg. 1928 zog er nach Paris, um im Verlagswesen zu arbeiten. 1931 gründete er mit Jean Descoullayes die Literaturzeitschrift Présence, die bis 1936 bestand. Der Versuch, nach dem Krieg die Zeitschrift erneut zu lancieren, scheiterte nach der ersten Ausgabe.
1938 kam Trolliet zurück nach Genf und war bis 1978 für internationale Organisationen tätig. Kurz vor seinem Tod zog er mit seiner Frau ins Burgund. Sein lyrisches Werk gilt als stark beeinflusst vom Surrealismus.

## Auszeichnungen
- 1955: Prix Guillaume Apollinaire für La Colline
- 1968: Gesamtwerkspreis der Schweizerischen Schillerstiftung

## Werke
- Cadran, Paris 1926.
- Petite apocalypse, suite poétique, Paris 1929.
- Éclaircies, Lausanne 1931.
- Itinéraire de la mort, Marseille 1932; Neuausgabe Genf 1977.
- Vingt poèmes de juin, Genf 1934.
- Nouveau monde, poèmes..., Neuenburg 1934.
- Unisson, Tunis 1937.
- Paysages confidentiels, Genf 1938.
- Deux odes, Lausanne 1940.
- Poëmes mineurs, Paris 1943.
- Offrandes, Pruntrut 1944.
- La Bonne fortune, Lyon 1946.
- L’Inespéré, Genf 1949.
- La Balle au bond, Genf 1950.
- La Colline, Vorwort von Jean Cassou, Einband von Hans Erni, Paris 1955.
- Prends garde au jour, Einband von Hans Erni, Genf 1962.
- Laconiques, Paris 1966.
- Le Fleuve et l’être (Anthologie), Neuenburg 1968.
- Fabliaux, Brüssel 1969.
- L’Ancolie, Genf 1971.
- Le Calepin, Genf 1973.
- Visites, Lausanne 1973.
- Dire, Engomer 1973.
- Le Qui-vive, Neuenburg 1975.
- Et l’aube rouvre le poing, Paris 1978.
- Blanc sur noir, Biel 1981.
- Choix de poèmes, Paris 1986.
- Le Fleuve et l’être. Choix de poèmes (1927–1978), Paris 2021.